# Robert Zillner
Robert Zillner (Passavia, 4 agosto 1985) è un ex calciatore tedesco, di ruolocentrocampista.

## Carriera
Nella stagione 2012-2013 ha giocato 6 partite in Bundesliga con il Greuther Furth.